# Luisa Poselli
Luisa Poselli (Salonicco, 15 luglio 1922 – Roma, 18 ottobre 2007) è stata un'attrice, cantante, soubrette e ballerina italiana.

## Biografia
Luisa Poselli nacque nel 1922 a Salonicco dove suo padre Leone Quarto Poselli era pianista e direttore d'orchestra nonché direttore del Conservatorio di Salonicco. Famoso compositore, aveva composto alcune tra le canzoni più popolari della Grecia degli anni '20 e '30.
La sua carriera iniziò a soli 4 anni entrando a far parte del "Mandra", gruppo diretto dal compositore Attik, diventando ben presto l'enfant prodige della Grecia di allora e guadagnandosi il soprannome di "Posellaki" (la Piccola Poselli). Si specializzò successivamente nel ballo tip-tap, guidata dal maestro Harry Fleming, noto coreografo e ballerino americano.
All'inizio della Seconda guerra mondiale la sua famiglia (che aveva mantenuto la nazionalità italiana) fu reimpatriata e Luisa Poselli continuò la sua carriera nei teatri italiani come fantasista che univa una bella e fresca voce all'abilità di ballerina: si esibirà al Valle, all'Olimpia di Milano, al Margherita di Genova, all'Alfieri di Torino.
Seguì il debutto e la carriera nella Rivista, fino a guadagnarsi il "nome in ditta" come soubrette in spettacoli come "Cominciò con Caino e Abele", "Luci della ribalta", " Ma va là che non é vero", "La bisarca", "Eravamo sette sorelle", " Soffia so'...", "I fanatici" ed altre opere di autori come Marchesi e Metz, Garinei e Giovannini, Aldo de Benedetti e Michele Galdieri, recitando con Rascel, Totò, Macario, Nino Taranto, I Fratelli De Vico, i Bonos, Mario Riva e Riccardo Billi.
Per qualche tempo diresse l'Accademia coreografica italiana, da lei fondata, nella storica Via Margutta di Roma e nonostante i numerosi impegni non abbandonò mai il canto: prese infatti parte al famoso spettacolo di Oly Macry di Canzoni americane, e fu presente più volte al Canzoniere italiano (insieme, tra gli altri, ad Alberto Rabagliati) e alla Piedigrotta Napoletana.
Interpretò per il cinema in film come "Un uomo ritorna" di Luigi Giacosi, diretto da Max Neufeld con Anna Magnani e Gino Cervi (1946), "Totò Tarzan" di Mario Mattoli (1951), "La carovana del peccato" di Pino Mercanti con Franca Marzi e Domenico Modugno (1952), "Cinque poveri in automobile" ancora di Mario Mattoli (1952) in cui recitavano anche Aldo Fabrizi, Eduardo e Titina De Filippo, Walter Chiari, Raimondo Vianello, Mario Pisu, Enzo Garinei, Isa Barzizza, Aldo Giuffré, Arnoldo Foà.
Nel 1953 tornò a teatro con il marito e attore Mario Carotenuto, in "Occhio per occhio, lente per lente", lo spettacolo del suo addio alle scene.
Negli ultimi anni della sua vita, Luisa Poselli si dedicò all'insegnamento della coreografia e del tip-tap alla Scuola di Tecniche dello Spettacolo della figlia Claretta. È morta a Roma il 18 ottobre 2007.

### Vita privata
Nel 1953 sposò l'attore Mario Carotenuto dal quale l'anno successivo ebbe una figlia (Claretta Carotenuto) e lasciò le scene, all'apice della carriera, per dedicarsi interamente alla famiglia. Nel 1974 divorziò dall'attore e successivamente non contrasse altri matrimoni.

## Filmografia
- Un uomo ritorna, regia di Max Neufeld (1946)
- Tototarzan, regia di Mario Mattoli (1950)
- 5 poveri in automobile, regia di Mario Mattoli (1952)
- La carovana del peccato, regia di Pino Mercanti (1953)

## Teatro
- Cominciò con Caino e Abele, rivista di Michele Galdieri, con Renato Rascel, Tina De Mola, Erika Sandri, Luisa Poselli, Clelia Matania, regia di Michele Galdieri, 1948.
- Luci della Ribalta
- Ma va là che non é vero
- La bisarca
- Eravamo sette sorelle
- Soffia so'
- I fanatici